# Cornville (Maine)
Cornville – miasto w Stanach Zjednoczonych, w stanie Maine, w hrabstwie Somerset.

## Historia
Osiedlone zostało w 1794 roku. 24 lutego 1798 roku Cornville zostało uznane za 116 miasteczko w Maine.